# نوكيا 2680 سلايد
نوكيا 2680 سلايد (بالإنجليزية: Nokia 2680 slide)‏ هو هاتف محمول من إنتاج شركة نوكيا.

## الخصائص
- الوزن: 94.5 غرام
- الذاكرة: 32 ميجابايت